# Dvojiški številski sistem
Dvojiški (binarni) številski sistem je številski sistem z osnovo 2. Edini števki uporabljeni v tem sistemu sta 0 in 1. Ker je dvojiški številski sistem enostavno realizirati z elektronskimi vezji, je uporabljen v praktično vseh računalnikih. V računalniku je uporabljen zato, ker vezja lahko ponazorijo signal samo z 1 (električni tok je) ali 0 (ni električnega toka). Predstavlja teoretično osnovo digitalnega računalnika. 

## Pretvorba v/iz drugih številskih sistemov
Število pretvorimo iz desetiškega v dvojiškega tako, da najprej ugotovimo dvojiška števila, ki so manjša od željenega števila.
Desetiško: 25
Binarno: 11001
Najprej ugotovimo dvojiška števila ki so manjša ali enaka od 25;
```
  1*2 2*2  4*2 8*2
1  2   4    8  16 (32,64,128,256,512,1024,2048,...)
```

potem ugotavljamo kolikokrat lahko uporabimo vsako izmed števil (1krat ali 0krat). Pri tem moramo iti od največjega števila do najmanjšega.
16 1krat - 0+16=16 je manjše od 25 torej 1
8  1krat 16+8=24 je manjše od 25 torej 1
4  0krat 24+4=28 je večje od 25 torej 0
2  0krat 24+2=26 je večje od 25 torej 0
1 1krat 24+1=25 je enako od 25 torej 1
Iz tega sledi, da je 25 v dvojiškem sistemu 11001.
| Mogoče bo lažje razumljiv sledeči primer! Temelji na ostankih, ki ostanejo pri deljenju s številom 2. Postopek deljenja vedno ponalvjamo tako dolgo, dokler količnik ni enak 0! Nato pa ostanke prepišemo od spodaj navzgor. Primer je spodaj! |
| --- |
| 25 : 2 = 12 + 1 |
| 12 : 2 = 6 + 0 |
| 6 : 2 = 3 + 0 |
| 3 : 2 = 1 + 1 |
| 1 : 2 = 0 + 1 |
| 25 DEC = 11001 BIN |